# Canton de Coteau de Chalosse
Le canton de Coteau de Chalosse est une circonscription électorale française du département des Landes.

## Histoire
Un nouveau découpage territorial des Landes entre en vigueur à l'occasion des élections départementales de 2015. Il est défini par le décret du 18 février 2014, en application des lois du 17 mai 2013 (loi organique 2013-402 et loi 2013-403). Les conseillers départementaux sont, à compter de ces élections, élus au scrutin majoritaire binominal mixte. Les électeurs de chaque canton élisent au Conseil départemental, nouvelle appellation du Conseil général, deux membres de sexe différent, qui se présentent en binôme de candidats. Les conseillers départementaux sont élus pour 6 ans au scrutin binominal majoritaire à deux tours, l'accès au second tour nécessitant 12,5 % des inscrits au 1er tour. En outre la totalité des conseillers départementaux est renouvelée. Ce nouveau mode de scrutin nécessite un redécoupage des cantons dont le nombre est divisé par deux avec arrondi à l'unité impaire supérieure si ce nombre n'est pas entier impair, assorti de conditions de seuils minimaux. Dans les Landes, le nombre de cantons passe ainsi de 30 à 15.
Le canton de Coteau de Chalosse est formé de communes des anciens cantons d'Amou (16 communes), de Mugron (13 communes) et de Montfort-en-Chalosse (21 communes). Il est entièrement inclus dans l'arrondissement de Dax. Le bureau centralisateur est situé à Montfort-en-Chalosse.

## Représentation
| Période élective | Période élective | Mandat | Mandat             | Identité            | Nuance | Nuance | Qualité |
| ---------------- | ---------------- | ------ | ------------------ | ------------------- | ------ | ------ | --- |
| 2015             | 2021             | 2015   | 21/03/2017 (décès) | Henri Emmanuelli    |        | PS     | Député des Landes Président du conseil départemental Ancien conseiller général du Canton de Mugron (1994-1998 et 2000-2015)                                                                            |
| 2015             | 2021             | 2015   | 2021               | Odile Lafitte       |        | PS     | Conseillère municipale d'opposition d'Amou (2014-2020) Ancienne conseillère générale du Canton d'Amou (2004-2015) 2ème Vice-Présidente du Conseil départemental                                        |
| 2015             | 2021             | 2017   | 2021               | Didier Gaugeacq     |        | PS     | Agriculteur, maire de Cassen |
| 2021             | 2028             | 2021   | en cours           | Christine Fournadet |        | PS     | Employée au poste d’accueil/communication sur le site industriel d’AMCOR (usine de Dax) Maire de Castelnau-Chalosse, Présidente de la communauté de communes Coteaux et Vallées des Luys (depuis 2014) |
| 2021             | 2028             | 2021   | en cours           | Didier Gaugeacq     |        | PS     | Agriculteur, maire de Cassen |

### Résultats détaillés

#### Élections de mars 2015
Lors des élections départementales de 2015, le binôme composé de Henri Emmanuelli et Odile Lafitte (PS) est élu au premier tour avec 50,77 % des suffrages exprimés, devant le binôme composé de Florence Bergez et François Lafitte (Union de la Droite) (25,24 %). Le taux de participation est de 63,81 % (12 486 votants sur 19 567 inscrits) contre 57,2 % au niveau départemental et 50,17 % au niveau national.

#### Élections de juin 2021
Le premier tour des élections départementales de 2021 est marqué par un très faible taux de participation (33,26 % au niveau national). Dans le canton de Coteau de Chalosse, ce taux de participation est de 47,49 % (9 431 votants sur 19 859 inscrits) contre 40,28 % au niveau départemental. À l'issue de ce premier tour, deux binômes sont en ballottage : Christine Fournadet et Didier Gaugeacq (PS, 52,4 %) et Florence Bergez et Thierry Lanuque (Union au centre et à droite, 25,6 %).
Le second tour des élections est marqué une nouvelle fois par une abstention massive équivalente au premier tour. Les taux de participation sont de 34,36 % au niveau national, 40,68 % dans le département et 47,05 % dans le canton de Coteau de Chalosse. Christine Fournadet et Didier Gaugeacq (PS) sont élus avec 66,64 % des suffrages exprimés (5 726 voix pour 9 344 votants et 19 858 inscrits),,.

## Composition
Le canton de Coteau de Chalosse comprend cinquante communes.
| Nom                                          | Code Insee | Intercommunalité               | Superficie (km2) | Population (dernière pop. légale) | Densité (hab./km2) | Modifier                                    |
| -------------------------------------------- | ---------- | ------------------------------ | ---------------- | --------------------------------- | ------------------ | ------------------------------------------- |
| Montfort-en-Chalosse (bureau centralisateur) | 40194      | CC Terres de Chalosse          | 11,57            | 1 223 (2022)                      | 106                | modifier les données · modifier les données |
| Amou                                         | 40002      | CC Coteaux et Vallées des Luys | 27,25            | 1 555 (2022)                      | 57                 | modifier les données · modifier les données |
| Argelos                                      | 40007      | CC Coteaux et Vallées des Luys | 6,44             | 162 (2022)                        | 25                 | modifier les données · modifier les données |
| Arsague                                      | 40011      | CC Coteaux et Vallées des Luys | 7,18             | 342 (2022)                        | 48                 | modifier les données · modifier les données |
| Baigts                                       | 40023      | CC Terres de Chalosse          | 11,64            | 333 (2022)                        | 29                 | modifier les données · modifier les données |
| Bassercles                                   | 40027      | CC Coteaux et Vallées des Luys | 6,59             | 154 (2022)                        | 23                 | modifier les données · modifier les données |
| Bastennes                                    | 40028      | CC Coteaux et Vallées des Luys | 7,29             | 244 (2022)                        | 33                 | modifier les données · modifier les données |
| Bergouey                                     | 40038      | CC Terres de Chalosse          | 4,39             | 109 (2022)                        | 25                 | modifier les données · modifier les données |
| Beyries                                      | 40041      | CC Coteaux et Vallées des Luys | 4,29             | 123 (2022)                        | 29                 | modifier les données · modifier les données |
| Bonnegarde                                   | 40047      | CC Coteaux et Vallées des Luys | 9,67             | 255 (2022)                        | 26                 | modifier les données · modifier les données |
| Brassempouy                                  | 40054      | CC Coteaux et Vallées des Luys | 10,72            | 273 (2022)                        | 25                 | modifier les données · modifier les données |
| Cassen                                       | 40068      | CC Terres de Chalosse          | 5,97             | 607 (2022)                        | 102                | modifier les données · modifier les données |
| Castaignos-Souslens                          | 40069      | CC Coteaux et Vallées des Luys | 7,45             | 424 (2022)                        | 57                 | modifier les données · modifier les données |
| Castel-Sarrazin                              | 40074      | CC Coteaux et Vallées des Luys | 12,01            | 576 (2022)                        | 48                 | modifier les données · modifier les données |
| Castelnau-Chalosse                           | 40071      | CC Coteaux et Vallées des Luys | 10,66            | 595 (2022)                        | 56                 | modifier les données · modifier les données |
| Caupenne                                     | 40078      | CC Terres de Chalosse          | 15,22            | 397 (2022)                        | 26                 | modifier les données · modifier les données |
| Clermont                                     | 40084      | CC Terres de Chalosse          | 15,02            | 742 (2022)                        | 49                 | modifier les données · modifier les données |
| Doazit                                       | 40089      | CC Terres de Chalosse          | 22,16            | 851 (2022)                        | 38                 | modifier les données · modifier les données |
| Donzacq                                      | 40090      | CC Coteaux et Vallées des Luys | 11,70            | 454 (2022)                        | 39                 | modifier les données · modifier les données |
| Gamarde-les-Bains                            | 40104      | CC Terres de Chalosse          | 18,95            | 1 552 (2022)                      | 82                 | modifier les données · modifier les données |
| Garrey                                       | 40106      | CC Terres de Chalosse          | 4,93             | 215 (2022)                        | 44                 | modifier les données · modifier les données |
| Gaujacq                                      | 40109      | CC Coteaux et Vallées des Luys | 16,14            | 436 (2022)                        | 27                 | modifier les données · modifier les données |
| Gibret                                       | 40112      | CC Terres de Chalosse          | 2,58             | 98 (2022)                         | 38                 | modifier les données · modifier les données |
| Goos                                         | 40113      | CC Terres de Chalosse          | 10,49            | 530 (2022)                        | 51                 | modifier les données · modifier les données |
| Gousse                                       | 40115      | CC Terres de Chalosse          | 4,09             | 276 (2022)                        | 67                 | modifier les données · modifier les données |
| Hauriet                                      | 40121      | CC Terres de Chalosse          | 7,57             | 273 (2022)                        | 36                 | modifier les données · modifier les données |
| Hinx                                         | 40126      | CC Terres de Chalosse          | 15,51            | 1 909 (2022)                      | 123                | modifier les données · modifier les données |
| Lahosse                                      | 40141      | CC Terres de Chalosse          | 8,08             | 286 (2022)                        | 35                 | modifier les données · modifier les données |
| Larbey                                       | 40144      | CC Terres de Chalosse          | 6,00             | 240 (2022)                        | 40                 | modifier les données · modifier les données |
| Laurède                                      | 40147      | CC Terres de Chalosse          | 5,70             | 367 (2022)                        | 64                 | modifier les données · modifier les données |
| Louer                                        | 40159      | CC Terres de Chalosse          | 2,85             | 332 (2022)                        | 116                | modifier les données · modifier les données |
| Lourquen                                     | 40160      | CC Terres de Chalosse          | 5,90             | 188 (2022)                        | 32                 | modifier les données · modifier les données |
| Marpaps                                      | 40173      | CC Coteaux et Vallées des Luys | 6,84             | 133 (2022)                        | 19                 | modifier les données · modifier les données |
| Maylis                                       | 40177      | CC Terres de Chalosse          | 12,21            | 301 (2022)                        | 25                 | modifier les données · modifier les données |
| Mugron                                       | 40201      | CC Terres de Chalosse          | 16,53            | 1 336 (2022)                      | 81                 | modifier les données · modifier les données |
| Nassiet                                      | 40203      | CC Coteaux et Vallées des Luys | 11,77            | 316 (2022)                        | 27                 | modifier les données · modifier les données |
| Nerbis                                       | 40204      | CC Terres de Chalosse          | 4,15             | 267 (2022)                        | 64                 | modifier les données · modifier les données |
| Nousse                                       | 40205      | CC Terres de Chalosse          | 3,87             | 249 (2022)                        | 64                 | modifier les données · modifier les données |
| Onard                                        | 40208      | CC Terres de Chalosse          | 6,15             | 376 (2022)                        | 61                 | modifier les données · modifier les données |
| Ozourt                                       | 40216      | CC Terres de Chalosse          | 3,97             | 198 (2022)                        | 50                 | modifier les données · modifier les données |
| Pomarez                                      | 40228      | CC Coteaux et Vallées des Luys | 30,57            | 1 605 (2022)                      | 53                 | modifier les données · modifier les données |
| Poyanne                                      | 40235      | CC Terres de Chalosse          | 10,72            | 697 (2022)                        | 65                 | modifier les données · modifier les données |
| Poyartin                                     | 40236      | CC Terres de Chalosse          | 13,04            | 765 (2022)                        | 59                 | modifier les données · modifier les données |
| Préchacq-les-Bains                           | 40237      | CC Terres de Chalosse          | 8,63             | 797 (2022)                        | 92                 | modifier les données · modifier les données |
| Saint-Aubin                                  | 40249      | CC Terres de Chalosse          | 9,72             | 500 (2022)                        | 51                 | modifier les données · modifier les données |
| Saint-Geours-d'Auribat                       | 40260      | CC Terres de Chalosse          | 5,47             | 410 (2022)                        | 75                 | modifier les données · modifier les données |
| Saint-Jean-de-Lier                           | 40263      | CC Terres de Chalosse          | 8,15             | 407 (2022)                        | 50                 | modifier les données · modifier les données |
| Sort-en-Chalosse                             | 40308      | CC Terres de Chalosse          | 15,39            | 887 (2022)                        | 58                 | modifier les données · modifier les données |
| Toulouzette                                  | 40318      | CC Terres de Chalosse          | 11,26            | 309 (2022)                        | 27                 | modifier les données · modifier les données |
| Vicq-d'Auribat                               | 40324      | CC Terres de Chalosse          | 4,20             | 249 (2022)                        | 59                 | modifier les données · modifier les données |
| Canton de Coteau de Chalosse                 | 4004       |                                | 498,65           | 25 923 (2022)                     | 52                 | modifier les données                        |

## Démographie
En 2022, le canton comptait 25 923 habitants, en évolution de +0,25 % par rapport à 2016 (Landes : +5,78 %, France hors Mayotte : +2,11 %).
| 2013   | 2018   | 2022   |
| ------ | ------ | ------ |
| 25 587 | 25 740 | 25 923 |